# Antinoüs (constellation)
Pour les articles homonymes, voir Antinoüs (homonymie).

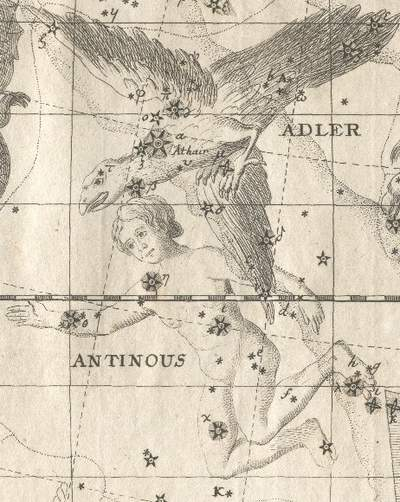
Les constellations Antinoüs (à gauche) et de l'Aigle ("Adler" en allemand).

Antinoüs est une ancienne constellation située au sud de l'Aigle. Selon une légende, un oracle avait dit à l'empereur Hadrien que seule la mort de la personne qu'il aimait le plus pourrait le sauver d'un grand danger. Il est dit qu'Antinoüs, un splendide jeune homme aimé par Hadrien, sauva l'empereur en se noyant dans le Nil. À sa mémoire, Hadrien créa la constellation en 132. Celle-ci nous fut transmise par Ptolémée parmi les 48 constellations de l'Antiquité.
À l'époque moderne, Antinoüs fut successivement considérée comme un astérisme à l'intérieur de l'Aigle ou comme une constellation séparée, jusqu'à ce que l'UAI fixe les constellations en 1930 et qu'Antinoüs soit supprimée.